# Berești-Tazlău (gmina)
Berești-Tazlău – gmina w Rumunii, w okręgu Bacău. Obejmuje miejscowości Berești-Tazlău, Boșoteni, Enăchești, Prisaca, Românești, Tescani i Turluianu. W 2011 roku liczyła 5342 mieszkańców.